# Viktor Anichkin
Viktor Ivanovich Anichkin (en russe : Виктор Иванович Аничкин — transcription française : Viktor Ivanovitch Anitchkine), né le 8 décembre 1941 à Sverdlovsk et mort le 5 janvier 1975 à Moscou, est un footballeur international soviétique.

## Biographie
Après avoir commencé à jouer dans différents petits clubs de Moscou, Anichkin joue ses premiers matchs professionnels en 1960 avec le Dynamo Moscou. Il commence à devenir un joueur important de l'équipe en 1962 et remporte le championnat d'URSS de football en 1963, son premier titre.
En 1964, il joue l'ensemble des matchs de la saison et est désigné dans l'équipe de la saison du championnat soviétique. Il est sélectionné pour jouer le championnat d'Europe de 1964 où l'Union soviétique arrivera jusqu'en finale. 
Anichkin va ensuite être nommé à quatre autres reprises dans l'équipe des meilleurs joueurs du pays.
Il remporte la coupe d'URSS en 1967. Le 21 mai 1968, en match amical contre la Tchécoslovaquie, il marque l'unique but de sa carrière avec la sélection nationale.
Il participe aux championnats d'Europe 1968 où là, il occupe un poste de remplaçant.
En 1972, Moscou perd la finale de la Coupe d'Europe des vainqueurs de coupe, une finale qu'Anichkin n'a pas joué. Peu de temps après le début de la saison 1972, il quitte Moscou pour avoir un peu plus de temps de jeu au Dinamo Briansk. Il prend sa retraite après la saison écoulée.
Le 5 janvier 1975, il meurt des suites d'une insuffisance cardiaque.

## Statistiques
| Saison                | Club                  | Championnat           | Championnat | Championnat | Coupe(s) nationale(s) | Coupe(s) nationale(s) | Compétition(s) continentale(s) | Compétition(s) continentale(s) | Compétition(s) continentale(s) | Total | Total |
| Saison                | Club                  | Division              | M.          | B.          | M.                    | B.                    | Comp.                          | M.                             | B.                             | M.    | B.    |
| 1960                  | Dynamo Moscou         | D1                    | 6           | 0           | -                     | -                     | -                              | -                              | -                              | 6     | 0     |
| 1961                  | Dynamo Moscou         | D1                    | 22          | 2           | 4                     | 2                     | -                              | -                              | -                              | 26    | 4     |
| 1962                  | Dynamo Moscou         | D1                    | 11          | 0           | 1                     | 0                     | -                              | -                              | -                              | 12    | 0     |
| 1963                  | Dynamo Moscou         | D1                    | 25          | 0           | 4                     | 0                     | -                              | -                              | -                              | 29    | 0     |
| 1964                  | Dynamo Moscou         | D1                    | 32          | 0           | 3                     | 1                     | -                              | -                              | -                              | 35    | 1     |
| 1965                  | Dynamo Moscou         | D1                    | 18          | 0           | 1                     | 0                     | -                              | -                              | -                              | 19    | 0     |
| 1966                  | Dynamo Moscou         | D1                    | 36          | 0           | 2                     | 1                     | -                              | -                              | -                              | 38    | 1     |
| 1967                  | Dynamo Moscou         | D1                    | 26          | 0           | 8                     | 2                     | -                              | -                              | -                              | 34    | 2     |
| 1968                  | Dynamo Moscou         | D1                    | 27          | 3           | 2                     | 0                     | -                              | -                              | -                              | 29    | 3     |
| 1969                  | Dynamo Moscou         | D1                    | 28          | 1           | 2                     | 0                     | -                              | -                              | -                              | 30    | 1     |
| 1970                  | Dynamo Moscou         | D1                    | 32          | 2           | 6                     | 0                     | -                              | -                              | -                              | 38    | 2     |
| 1971                  | Dynamo Moscou         | D1                    | 17          | 1           | 4                     | 0                     | C2                             | 4                              | 0                              | 25    | 1     |
| 1972                  | Dynamo Moscou         | D1                    | 2           | 0           | -                     | -                     | C2                             | 1                              | 0                              | 3     | 0     |
| Sous-total            | Sous-total            | Sous-total            | 282         | 9           | 37                    | 6                     | -                              | 5                              | 0                              | 324   | 15    |
| 1972                  | Dinamo Briansk        | D3                    | 14          | 2           | -                     | -                     | -                              | -                              | -                              | 14    | 2     |
| Total sur la carrière | Total sur la carrière | Total sur la carrière | 296         | 11          | 37                    | 6                     | -                              | 5                              | 0                              | 338   | 17    |

## Palmarès
Dynamo Moscou
- Finaliste de la Coupe d'Europe des vainqueurs de coupe en 1972.
- Champion d'Union soviétique en 1963.
- Vainqueur de la Coupe d'Union soviétique en 1967 et 1970.
- Liste des 33 joueurs soviétique de l'année : 1964, 1966, 1967, 1968 et 1970 (5 fois).